# Zielpunkt (Geodäsie)
Als Zielpunkte oder Detailpunkte werden im Vermessungswesen die jeweils von einem Instrumentenstandort (Theodolit) eingemessenen Punkte bezeichnet. Die Punktbestimmung erfolgt überwiegend durch Polaraufnahme (mittels Richtung und Distanz).
Auch wenn Zielpunkte vom Messinstrument aus direkt sichtbar sind, werden sie vom Messgehilfen meist durch eine Messlatte markiert. Sie trägt einen Laserreflektor für die elektronische Distanzmessung. Falls auch eine Höhenbestimmung erfolgt, ist die Zielhöhe über dem Bodenpunkt zu berücksichtigen.